# پاوونه کاناوزه
پاوونه کاناوزه (به ایتالیایی: Pavone Canavese) یک کومونه در ایتالیا است که در استان تورین واقع شده‌است. پاوونه کاناوزه ۱۱٫۱ کیلومتر مربع مساحت و ۳٬۸۹۹ نفر جمعیت دارد و ۲۶۲ متر بالاتر از سطح دریا واقع شده‌است.